# Malak Resen
Malak Resen (bulgarisch Малък Резен; ‘Kleine Scheibe’) ist ein 2191 m hoher Berg im Nordosten des Gebirges Witoscha in Bulgarien. 1,5 km in südwestlicher Richtung befindet sich der 2290 m hohe Tscherni Wrach (übersetzt „Schwarzer Gipfel“), der höchste Berg des Witoscha Gebirges. Der Gipfel ist aus der bulgarischen Hauptstadt Sofia gut sichtbar.
Der Gipfel konnte über den Romanski-Sessellift erreicht werden und ist der Startpunkt für einen Ausflug zu den drei höchsten Bergen des Gebirges: Tscherni Wrach, Goljam Resen (2277 m) und Skoparnik (2226 m), dieser Sessellift ist aber seit 2015 außer Betrieb.

## Trivia
Die Erhebung Rezen-Knoll auf Livingston Island, Teil der antarktischen New Shetland Islands, erhielt ihren Namen nach den Bergen Malak Rezen und Goljam Rezen.

## Bilder

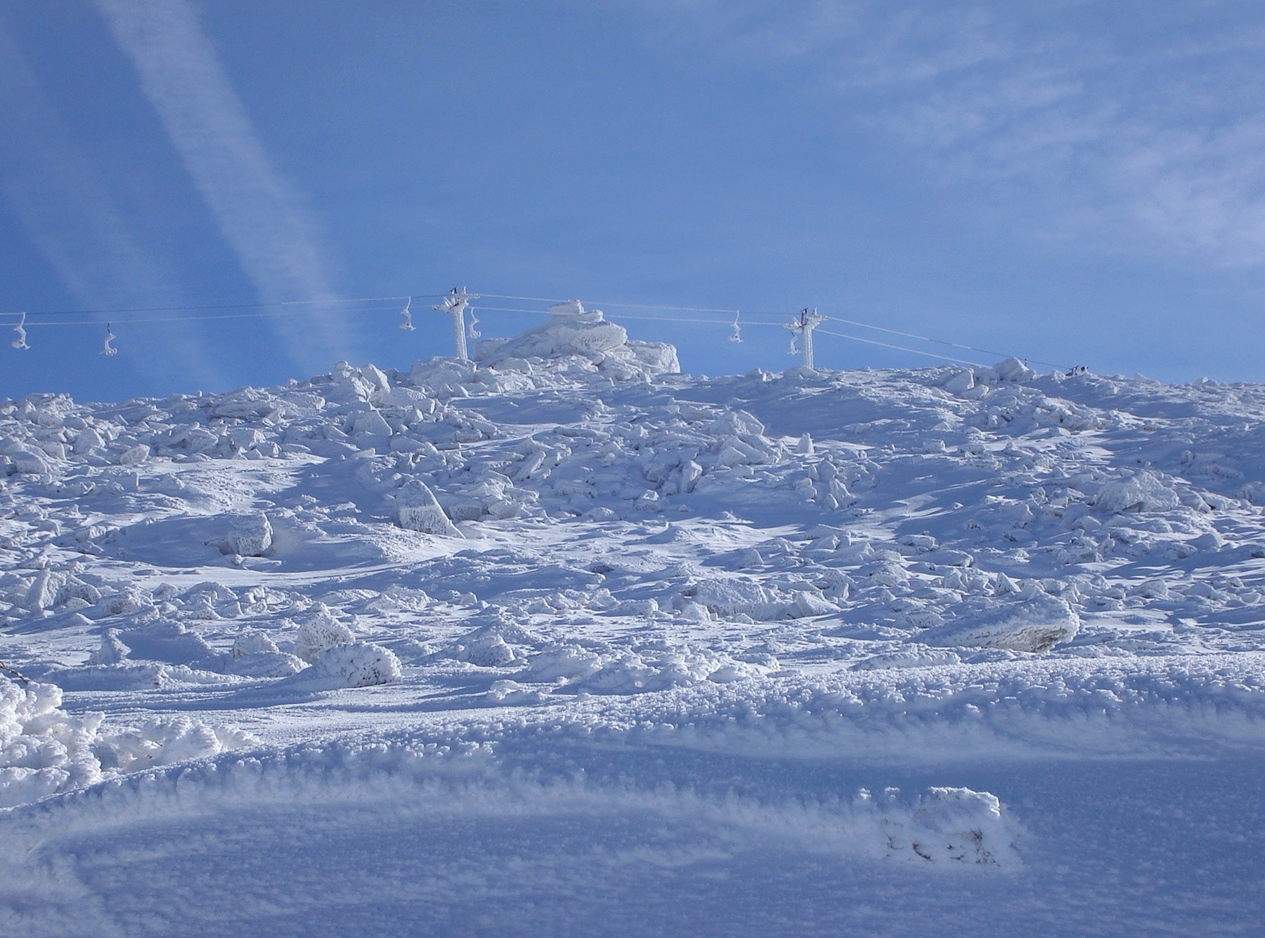
Sessellift auf dem Malak Resen (seit 2015 außer Betrieb)
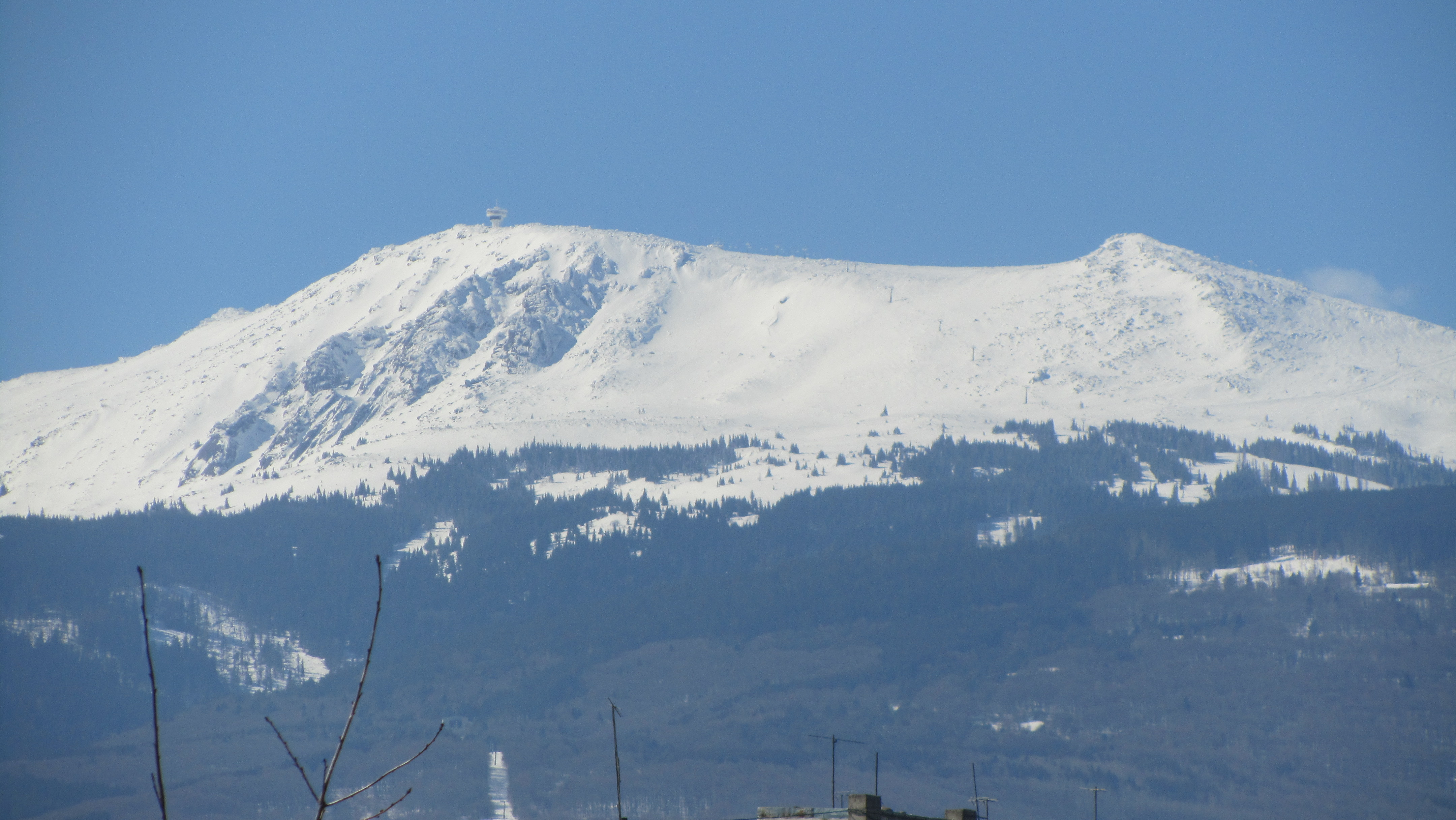
Die Gipfel Goljam Resen und Malak Resen (rechts im Bild) von Sofia aus gesehen
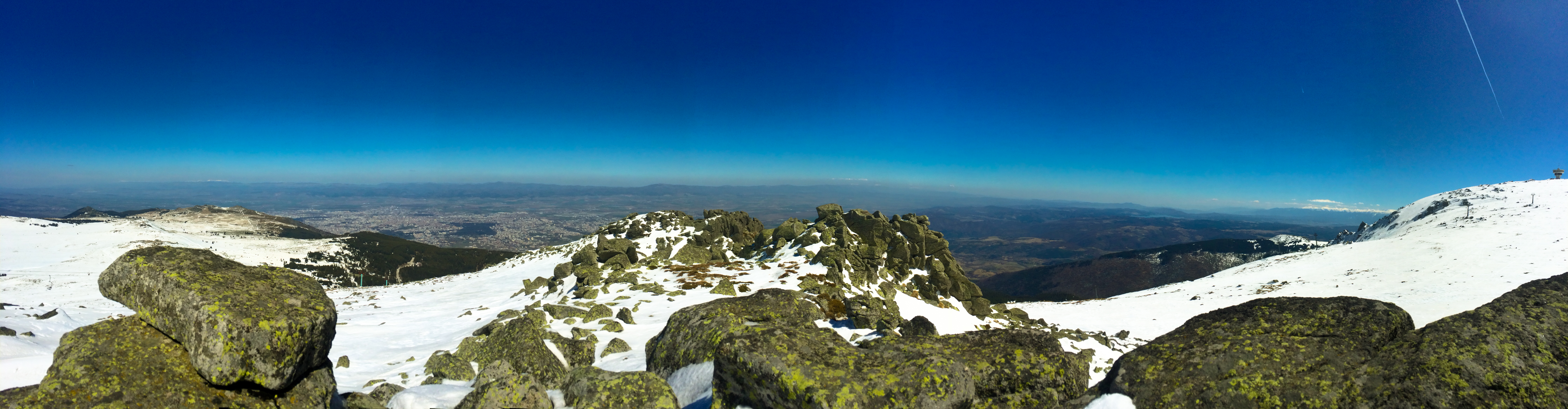
Blick vom Gipfel in Richtung Sofia